# Prima Ballerina (rose)
'Prima Ballerina' est un cultivar de rosier obtenu en 1957 par le rosiériste allemand Mathias Tantau,. Il est issu d'un croisement de semis non révélé × 'Madame Meilland' (Meilland, 1946).

## Description
Il s'agit d'un  hybride de thé aux grandes fleurs doubles (16-25 pétales) d'un rose profond très parfumées, fleurissant en solitaires ou à trois.
Sa floraison s'étale toute la saison. Elle laisse place à des fruits rouges à l'automne.
Son buisson érigé, aux feuilles brillantes et aux rameaux épineux, s'élève de 90 cm à 130 cm pour une largeur de 60 cm environ.
Sa zone de rusticité est de 6b à 9b ; ce rosier résiste bien au froid hivernal. Il est très résistant aux maladies.

## Descendance
'Prima Ballerina' a donné naissance notamment à :
- 'Anne Harkness' (Harkness, 1979) par croisement 'Bobby Dazzler' × [('Manx Queen' × 'Prima Ballerina') × ('Chanelle' × 'Piccadilly')] ;
- 'Brandenburg' (Kordes, 1965) par croisement ('Spartan' × 'Prima Ballerina') × 'Karl Herbst' ;
- 'Cleo' (Bees, 1981) par croisement 'Perfecta' × 'Prima Ballerina' ;
- 'Electron' (McGredy, 1970) par croisement 'Paddy McGredy' × 'Prima Ballerina' ;
- 'Nuage Parfumé' (Tantau, 1963) par croisement avec 'Montezuma' (grandiflora, Swim, 1955) ;
- 'Sheila's Perfume' (Sheridan, 1982) par croisement 'Peer Gynt' × ('Daily Sketch' × ('Paddy McGredy' × 'Prima Ballerina'))[6].